# Gösta Hultgren
Gösta Hultgren, född 1892 i Göteborg, död 11 oktober 1941 i Helsingborg, var en svensk kompositör och sångtextförfattare. Han var även verksam under pseudonymnamnet Henry Carson.
Hultgren var skeppsmäklare i Stockholm vid vigseln 1918 på Fyen med danska skådespelaren Elna Panduro.